# Chiesa di San Bonaventura al Palatino
La chiesa di San Bonaventura al Palatino è una chiesa di Roma, nel rione Campitelli, dedicata a San Bonaventura da Bagnoregio. Con l'annesso convento, si trova sul lato meridionale della Vigna Barberini.

## Storia

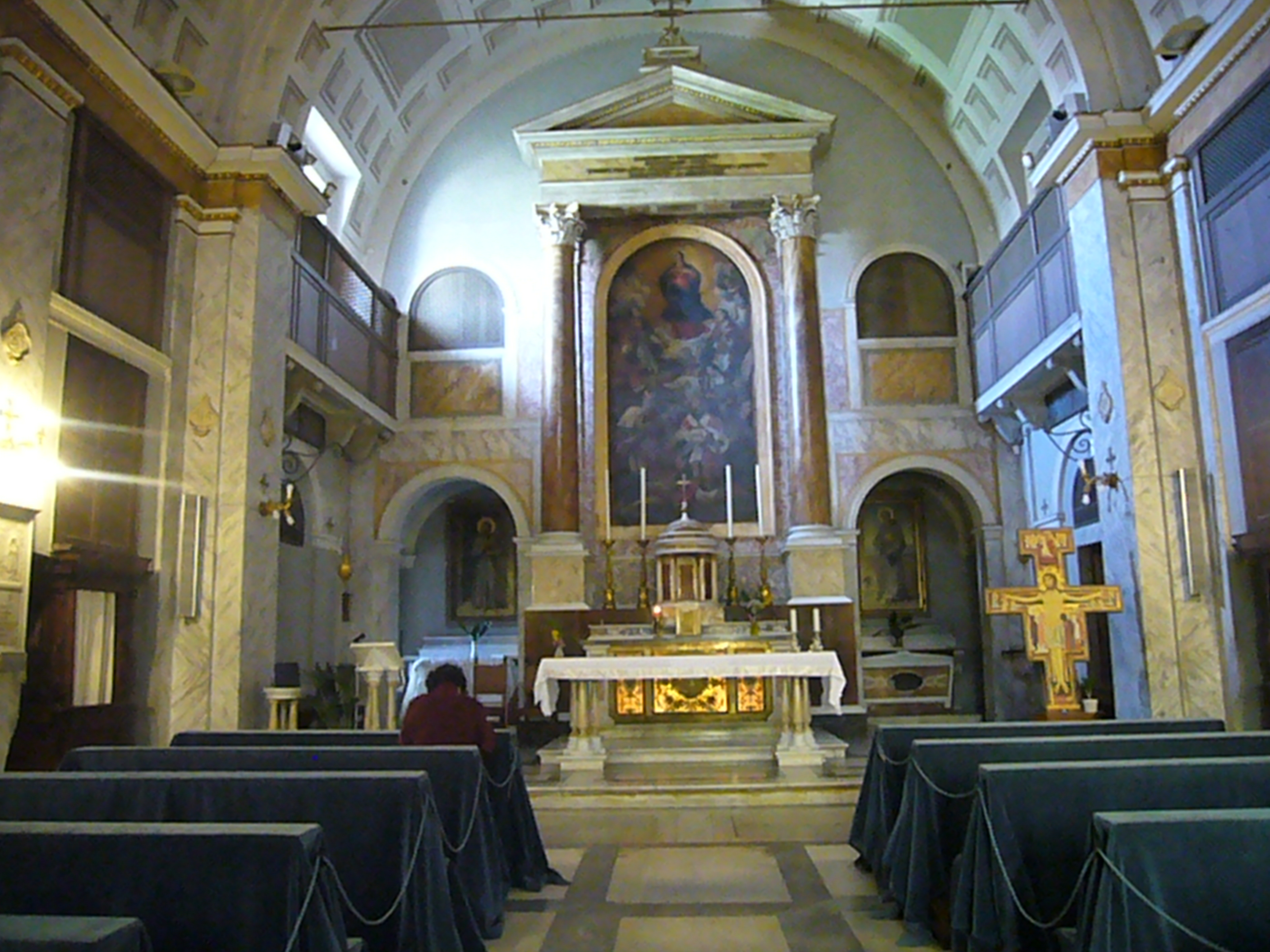
L'interno

La sua costruzione nel 1675, sui resti di un'antica cisterna d'epoca romana, si deve al cardinale Francesco Barberini su richiesta di Bonaventura da Barcellona, che fece del convento annesso il centro principale della sua "Riformella francescana".
Al suo interno si possono ammirare: l'Annunciazione, la Crocifissione ed il San Michele che sconfigge gli angeli ribelli, opere del pittore barocco Giovanni Battista Benaschi.
L'edificio subì notevoli restauri nel corso dell'Ottocento, in particolare negli anni 1839-40, finanziati da Carlo e Alessandro Torlonia, come ricorda la lapide in loco.
Così scrive l'Armellini a proposito di questa chiesa:
(Armellini, op. cit., pag. 527)